# ژاک آندره فویو
ژاک آندره فویو (به فرانسوی: Jacques André Fouilhoux) ، معمار فرانسوی-آمریکایی متولد ۱۸۷۹ پاریس بود. او از طراحان مرکز راکفلر بود. او در سال ۱۹۴۵ درگذشت.

## نگارخانه

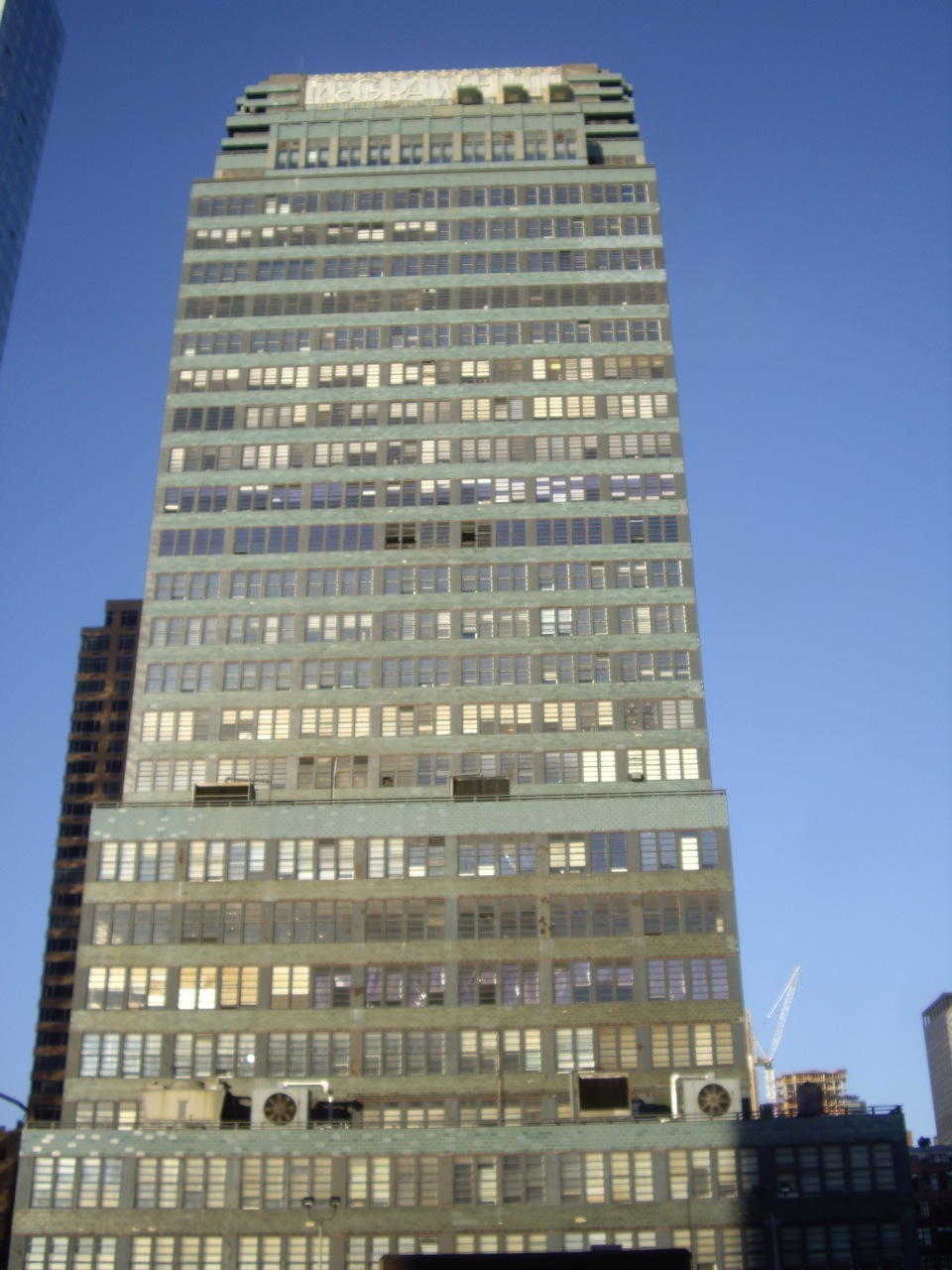
ساختمان مک گراو-هیل در 330 West 42nd Street در منهتن در نیویورک[۲] ساخت سال ۱۹۳۲